# Странка слободних демократа (Немачка)
Странка слободних демократа је ванпарламентарна либерална политичка партија у Немачкој, основана 1948. Традиционална боја ове партије је жута, а њене присталице се зову „жути“. Политика ове странке је у функцији одбране људских и економских слобода и залагања се за слободно тржиште. ФДП типично осваја између 5 и 13% гласова на изборима у Немачкој и стога је партија која готово увек чини део владајуће коалиције (од 1949. до 1998, са два кратка прекида). Некада им је партнер Социјалдемократска партија Немачке, а некад Хришћанско-демократска унија Немачке.
Као мањем коалиционом партнеру, овој партији је по правилу припадало место министра иностраних послова Немачке. Међу њима су били Ханс-Дитрих Геншер, Клаус Кинкел и Гвидо Вестервеле.
Од 2001 до 2011 председник партије је био Гвидо Вестервеле, од 2011. до септембра 2013. Реслер, а након изборног пораза, када странка није прешла цензус од 5% за улазак у Бундестаг (добила је 4,8%), Реслер је обавестио да ће напустити председничко место странке.
Од 2013. године председник странке је Кристијан Линднер. Партија на Савезним изборима 2017. осваја 10,7% и 80 посланичких мандата, чиме постаје четврта најјача странка у Бундестагу. После избора 2025 остаје испод цензуса од 5%.